# Cabeço das Cabras (Lajes do Pico)
O Cabeço das Cabras é uma elevação portuguesa localizada no concelho das Lajes do Pico, ilha do Pico, arquipélago dos Açores.
Este acidente geológico tem o seu ponto mais elevado a 811 metros de altitude acima do nível do mar. Nas imediações desta formação encontra-se a Lagoa Negra e as elevações do Cabeço da Rochinha, e do Cabeço do Lopes.